# Matthieu d'Ajello
Matthieu d'Ajello († Palerme, 21 juillet 1193) est un haut-personnage de la cour siculo-normande de Palerme sous les règnes des rois normands Guillaume le Mauvais, Guillaume le Bon et Tancrède de Lecce. 

## Biographie
Né autour des années 1130, issu de la noblesse salernitaine, il est nommé chancelier (cancellarius) du royaume de Sicile en 1169. 
À la mort du roi Guillaume II de Sicile dit le "Bon" (novembre 1189), il prend le parti du candidat normand Tancrède de Lecce, membre de la famille Hauteville, contre les prétentions de la famille impériale germanique des Hohenstaufen, qui se réclame héritière du royaume normand par mariage. 
Fondateur à Palerme d'un monastère de femmes de l'Ordre de “San Benedetto”. 
Il a deux fils connus : 
- Richard, premier comte d'Ajello
- Nicolas († 1222), archevêque de Salerne en 1181

## Sources
- Romuald Guarna de Salerne
- Pierre d'Éboli
- John Julius Norwich, The Kingdom in the Sun (1130-1194), London, 1970